# Dou Wu
Dou Wu  va ser un polític de la tardana Dinastia Han Oriental que va ser conegut com un estudiós confucià. S'escriu en xinès tradicional: 竇武; en xinès simplificat: 窦武; en pinyin: Dòu wǔ) (mort el 168 EC), nom estilitzat Youping (游平)
Va servir com un administratiu de baix nivell durant el regnat de l'emperador Huan de Han fins que la seva filla Dou Miao va ser elevada de consort imperial a emperadriu, cosa que va portar Dou Wu a ser promogut; finalment va esdevenir un dels funcionaris imperials més importants quan la seva filla va ser feta emperadriu vídua i regent de l'Emperador Ling. Ell, juntament amb Chen Fan (陳蕃), va intentar frenar la fam de poder de la facció eunuc i va tractar de col·locar erudits confucians en el govern imperial; però després que el seu pla per a exterminar eunucs va ser descobert, va ser derrotat en batalla i es va suïcidar.

## Carrera sota l'Emperador Huan
El pare de Dou Wu, Dou Feng (竇奉), era un besnet de Dou Rong (竇融) que contribuí molt a la campanya de l'emperador Guangwu per a restablir la Dinastia Han. Dou Feng va ser un governador de comandància. Quan Dou Wu era jove, ell va arribar a ser conegut per la seva erudició en clàssics confucians i va ser famós per això a tots l'imperi occidental, però així i tot no va participar en la política.
Això va canviar el 165 quan la seva filla Dou Miao va ser triada per a ser una consort imperial, com una dona elegible d'un clan d'honor. A causa d'això, l'emperador Huan va fer de Dou Wu un funcionari de baix nivell. Més tard eixe any, després que l'emperadriu Deng Mengnü fou deposada, tots els oficials imperials van afavorir la consort Dou perquè fóra la nova emperadriu a causa de la reputació de Wu. L'emperador Huan va cedir als seus desitjos, encara que ell personalment no era a favor de la Consort Dou. Dou Wu va ser promogut comandant de les forces de defensa de la capital (Luoyang) i va ser establit com a marquès.
El 167, durant l'apogeu del primer Desastre de les Prohibicions Partidàries (en el qual els funcionaris confucians i els seus seguidors, els estudiants universitaris, van ser acusats de ser «partidaris» de conspirar contra l'emperador), Dou Wu va intercedir en nom dels «partidaris» demanant clemència i alhora presentant la seva renúncia (la qual l'Emperador Huan no va acceptar). Va ser amb la intercessió de Huo Xu (霍謣) que l'Emperador Huan no va executar cap dels partidaris, tot i que els va llevar les seves llibertats civils. Dou Wu, mentrestant, va recomanar per a llocs importants diversos estudiosos que no havien estat acusats de ser partidaris.

## Carrera durant la regència de la seva filla i mort
A principi del 168 l'emperador Huan va faltar sense un hereu, i l'emperadriu Dou llavors va esdevenir emperadriu vídua i regent. Ella va consultar el seu pare i Chen Fan sobre qui havia de ser el nou emperador. A la fi es va decidir per a Liu Hong (劉宏), de dotze anys, el marquès de Jieduting. Més tard eixe any, aquest es va convertir en emperador (com l'Emperador Ling). L'emperadriu vídua Dou continuaria actuant com a regent.